# Séf-segély
A Séf-segély (Chef Aid) a South Park című rajzfilmsorozat 27. része (a 2. évad 14. epizódja). Elsőként 1998. október 7-én sugározták az Egyesült Államokban.

## Cselekmény
Séf bácsi véletlenül megtudja, hogy Alanis Morissette legújabb (kitalált) slágere ugyanaz a dal, melyet még ő írt fiatalkorában. Kapcsolatba lép a lemezkiadó vállalattal és egy régi felvétellel bizonyítja igazát; csak annyit kér, hogy a neve rákerülhessen az albumra, de elutasítják, végül zaklatásért beperlik. A társaságot Johnnie Cochran ügyvéd, O. J. Simpson korábbi védője képviseli, aki a „Chewbacca védelem” segítségével könnyedén megnyeri a pert, Séfnek pedig 24 órán belül fizetnie kell kétmillió dollárt, különben négy évre börtönbe kerül. Szorult helyzetében Séf úgy dönt, eladja testét a város összes nőjének, hogy megkeresse a szükséges pénzt és felbérelje Johnnie Cochrant a lemeztársaság ellen.
A fiúk úgy próbálnak segíteni neki, hogy felkeresik azokat a híres zenészeket, akik annak idején barátjuk, Séf tanácsainak segítségével törtek a csúcsra és süteményt adnak el nekik. A befolyt összeg és Séf keresete mégsem elegendő, ezért Séfet a börtönbe viszik. A gyerekek jegyeket kezdenek árulni egy előadásra, melyben Eric Cartman német táncot lejt, de nem aratnak átütő sikert. Ekkor jelennek meg Séf híres zenész barátai, akik nagyszabású segélykoncertet rendeznek South Parkban. A rendezvény hatalmas siker lesz és már úgy tűnik, elég pénz gyűlik össze Cochran felbérelésére, de ekkor a lemeztársaság kapzsi vezetője tönkreteszi a színpadot, ezzel szabotálva az eseményeket. A koncertet látva azonban „Johnnie Cochran szíve hatalmasra nő” (utalás a Grincsre) és ingyen vállalja Séf képviseletét – a Chewbacca-védelem segítségével meg is nyeri a pert.
Eközben Mr. Garrison szemtanújává válik annak, hogy korábbi kesztyűbábja, Kalap úr Gally úr életére tör; Garrison megpróbál leszámolni vele, de túl messzire megy és börtönbe kerül, Séf bácsival egy cellába. Kalap úr segítségével megszöknek, majd a segélykoncerten Garrison – Gally úr tanácsára – a szívére hallgat és visszafogadja Kalap urat.

## Kenny halála
- Ozzy Osbourne a koncert során leharapja Kenny fejét, utalva egy hírhedt incidensre, mely szerint egy koncert során egy denevér fejét harapta le.

## Az album
1998. november 3-án került piacra az epizód alapján készült zenei album, mely összesen 21 dalt tartalmaz (köztük olyanokat is, melyek korábbi részekben szerepeltek vagy sosem jelentek meg). Az egyes számokat több zenei műfaj híres képviselője adta elő.

## Utalások
- A koncerten a következő együttesek és előadók lépnek fel: Joe Strummer, Rancid, Ozzy Osbourne, Ween, Primus, Elton John, Meat Loaf, Rick James, DMX

## Bakik
- Mr. Garrison egy szál törülközőben szökik el a börtönből, a koncertre pedig már ruhában érkezik. Később, mikor Gally úrral beszél, ismét törülközőben látható.
- Mikor Garrison kiszabadul a börtönből, akkor a kép alján lehet látni, hogy először fehér, aztán meg piros törülköző van rajta – a törülköző színe folyamatosan váltakozik.

## Lásd még
- Chewbacca-védelem